# William Kissam Vanderbilt
William Kissam Vanderbilt (12 décembre 1849, Staten Island - 22 juillet 1920, Paris) est un homme d'affaires et éleveur de chevaux américain, membre de l'importante famille Vanderbilt.

## Biographie
Second fils de William Henry Vanderbilt, de qui il reçoit en héritage 55 millions de dollars, et petit-fils de Cornelius Vanderbilt, il travaille jusqu'en 1903 dans l'entreprise familiale de chemin de fer. Ses fils, William Kissam Vanderbilt II et Harold Stirling Vanderbilt sont les derniers à travailler dans ce domaine : la famille perd son monopole dans les années 1950.
Sa première femme est Alva Erskine Smith, épousée le 20 avril 1875. Née en 1853 à Mobile (Alabama) de Murray Forbes Smith, marchand possédant une plantation, et de Phoebe Ann Desha (fille de Robert Desha), et la mère de ses enfants, elle oblige une de ses filles, Consuelo à épouser en 1895 Charles Spencer-Churchill, 9e duc de Marlborough dont elle se sépare en 1906. Le divorce est prononcé en 1921 et elle se remarie la même année avec Jacques Balsan.
Peu de temps après, le couple Vanderbilt divorce et Anna épouse Oliver Belmont, un homme politique et homme d'affaires américain.
En 1903, William se remarie avec Anne Harriman (en), fille du banquier Oliver Harriman (en) et veuve du sportif Samuel Stevens Sands (en) et du fils de l'astronome Lewis Morris Rutherfurd, Lewis Morris Rutherfurd Jr. (en). Son second mari meurt en Suisse en 1901. Elle a deux fils de son premier mariage, deux filles de son deuxième et aucun enfant avec Vanderbilt.

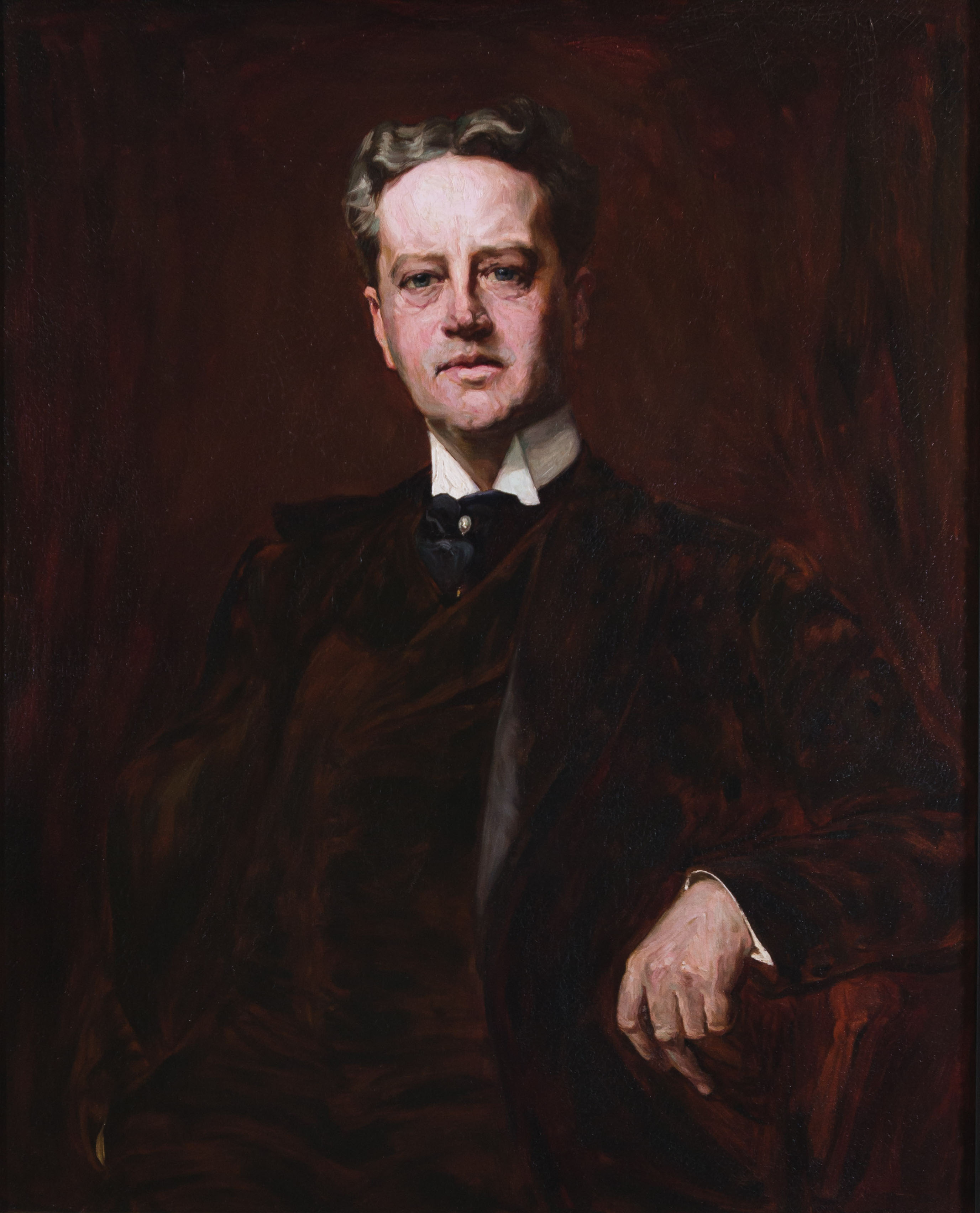
Portrait de William Kissam Vanderbilt.

Après la mort de son frère, Cornelius Vanderbilt II, en 1899, William est considéré comme le chef de famille.
Comme les autres membres de sa famille, il fait construire de magnifiques résidences (en) : Idle Hour (1900) à Long Island et Marble House (1892), dessinée par Richard Morris Hunt, à Newport.
Hunt dessine en 1883 un hôtel particulier au 660 (en) de la Cinquième Avenue.
Il rachète en 1906 au réputé éleveur Camille Blanc des terrains et un hippodrome à Carrières-sous-Poissy. Une année plus tard, il fait construire un château toujours visible actuellement - château Vanderbilt.
William Kissam est également copropriétaire du yacht Defender, qui remporte en 1895 la Coupe de l'America et le président du Century Theatre (en).
Il fait construire le Long Island Motor Parkway (en).
Il est président du Comité franco-américain d'aviation.
Il meurt le 22 juillet 1920 à son domicile, 10, rue Leroux à Paris, dans le 16e arrondissement. 

### Courses de pur-sangs
Vanderbilt est l'un des fondateurs du The Jockey Club (en), et le président et actionnaire du Sheepshead Bay Race Track (en) à Brooklyn.
Il a également possédé une fructueuse écurie de course et l'Haras du Quesnay.
Ses chevaux ont remporté de nombreux prix :
- Critérium de Maisons-Laffitte : Prestige (1905), Northeast (1907), Montrose II (1911)
- Critérium de Saint-Cloud : Illinois II (1901), Marigold (1902)
- Grand Critérium : Prestige (1905), Montrose II (1911)
- Grand Prix de Deauville : Turenne (1904), Maintenon (1906)
- Grand Prix de Paris : Northeast (1908), Brumelli (1917)
- Grand Prix de Saint-Cloud : Maintenon (1906), Sea Sick (1908), Oversight (1910)
- Poule d'Essai des Poulains : McKinley (1919)
- Prix de Guiche (en) : Negofol (1909), McKinley (1919)
- Prix de la Forêt : Prestige (1905), Montrose II (1911), Pétulance (1911)
- Prix du Jockey Club : Maintenon (1906), Sea Sick (1908), Negofol (1909), Tchad (1919)
- Prix Eugène Adam : Alpha (1903), Maintenon (1906)
- Prix Boiard : Prestige (1906), Maintenon (1907) et Tchad (1920)
- Prix Jean Prat : Prestige (1906)
- Prix Kergorlay : Turenne (1904), Maintenon (1906), Sea Sick (1909, 1910)
- Prix Lagrange : Prestige (1906)
- Prix Morny : Prestige (1905), Messidor III (1909) et Manfred (1910)
- Prix Robert Papin : Prestige (1905), Montrose II (1911), Gloster (1912)
- Prix La Rochette (en) : Schuyler (1907), Manfred (1910), Brume (1910), Pétulance (1911)
- Prix Royal-Oak : Maintenon (1906), Reinhart (1910)

## Sources
- Carole Case, The Right Blood: America's Aristocrats in Thoroughbred Racing, 2000